# John Taylor (racerförare)
John Taylor, född 23 mars 1933 i Leicester, död 8 september 1966 i Koblenz i Tyskland, var en brittisk racerförare.

## Racingkarriär
Taylor tävlade i början av 1960-talet i Formel Junior. Säsongen 1964 körde han körde ett formel 1-lopp för Bob Gerard i en Cooper och säsongen 1966 körde han i en Brabham för David Bridges privata stall. Taylor deltog även i ett tiotal grand prix-lopp utanför mästerskapet.
Taylor avled efter en olycka under Tysklands Grand Prix 1966 på Nürburgring, när han krockade med Jacky Ickx' bil på första varvet av loppet. Taylor fick svåra brännskador och avled en månad senare.

## F1-karriär
| Säsong | Stall/Tillverkare           | Poäng | Placering |
| ------ | --------------------------- | ----- | --------- |
| 1964   | Bob Gerard (Cooper-Ford)    | 0     | –         |
| 1966   | David Bridges (Brabham-BRM) | 1     | 17        |